# Коэффициент оперативной готовности
Коэффициент оперативной готовности — это вероятность того, что объект окажется в работоспособном состоянии в данный момент времени и, начиная с этого момента, будет работать безотказно в течение заданного интервала времени.
ЕСЛИ:
— распределение времени безотказной работы — экспоненциальное (интенсивность отказов — величина постоянная);
— вероятность безотказной работы объекта на интервале времени tor не зависит от момента начала работы (p(tОГ) = const)
можно определить величину коэффициента оперативной готовности:
КОГ = КГ * p(tОГ)
где КГ — коэффициент готовности, p — вероятность того, что в произвольный момент времени t устройство будет работоспособно.
Для ординарного потока отказов (вероятность совмещения в один и тот же момент двух и более отказов считается пренебрежимо малой) КГ равен
КГ = ТСР / (ТСР + ТВ)
где ТСР — среднее время наработки на отказ;
ТВ — среднее время восстановления.
Коэффициент оперативной готовности характеризует надежность объектов, необходимость применения которых возникает в произвольный момент времени, после которого требуется безотказная работа в течение определенного промежутка времени. До этого момента такие объекты могут находиться как в режиме дежурства, так и в режиме применения — для выполнения других рабочих функций. В обоих режимах возможно возникновение отказов и восстановление работоспособности объекта.